# 吉田安伸
吉田 安伸（よしだ やすのぶ、1934年9月6日 - 2018年4月22日）は、日本の経営者。ティー・エックス・エヌ九州(現在のTVQ九州放送)社長、会長を務めた。

## 経歴
鹿児島県出身。1957年に横浜国立大学経済学部を卒業し、日本経済新聞社に入社。日経では日経流通新聞編集長、東京編集局次長、日経マグロウヒル取締役を歴任した。1990年からティー・エックス・エヌ九州常務に就任し、専務を経て、1995年から1999年までに社長を務め、1999年から2001年までに会長を務めた。
2018年4月22日、小腸せん孔のために死去。83歳没。